# Agriocnemis naia
Agriocnemis naia – gatunek ważki z rodziny łątkowatych (Coenagrionidae).